# Guy XIII de Laval
Pour les articles homonymes, voir Guy de Laval.
Guy XIII de Laval, ou encore auparavant Jean de Montfort, (né en 1385, mort le 14 août 1414 à Rhodes), seigneur de Kergorlay, Baron de La Roche-Bernard, baron de Laz, châtelain de La Brétesche, seigneur de Lohéac, et de La Roche-en-Nort, puis par mariage,  baron de Vitré, seigneur de Laval, et d'Acquigny, vicomte de Rennes, chevalier banneret.

## Biographie

### Famille
- Fils de Raoul IX de Montfort et de Jeanne de Kergorlay
marié le 22 janvier 1404 à Anne (1385 † 25 janvier 1466), dame héritière de Laval, baronne héritière de Vitré, vicomtesse héritière de Rennes, de Châtillon, de Gavre[2], d'Acquigny, d'Aubigné, Courbeveille, dame héritière de Tinténiac, de Bécherel et de Romillé, mariage où furent présents plusieurs évêques et les plus grands seigneurs de Bretagne[3]. De ce mariage sont issus :
- Jeanne de Laval, épouse en 1424 Louis de Bourbon comte de Vendôme,
- Guy XIV de Laval qui suit,
- André de Lohéac,
- Louis de Laval,
- Catherine de Laval, épouse de Guy III de Chauvigny, vicomte de Brosse,

### Mariage
Il se marie le 22 janvier 1404 avec Anne de Laval, fille et unique héritière de Guy XII de Laval ; à ce mariage furent présents plusieurs évêques et les plus grands seigneurs de Bretagne. 
Une des conditions est que les enfants à naître de ce mariage portent les nom et armes de Laval.
La même règle s'était déjà appliquée antérieurement lors du mariage d'Emma de Laval avec Mathieu II de Montmorency. Toutefois, Jean de Montfort renonce lui-même de son vivant à son nom pour prendre celui de Guy XIII de Laval, afin d'être associé au pouvoir de son épouse, Anne de Laval.

### Chevalier banneret
Pour l'Art de vérifier les dates, depuis son mariage, il servait dans les armées, de France, sous le nom de comte de Gavre, avec titre d'écuyer banneret. Il parait à la cour sous ce titre et suit le parti du Dauphin (futur Charles VII de France) dans la Guerre civile entre Armagnacs et Bourguignons. Il avait le commandement de six cents hommes d'armes, dont sept bacheliers, et de cent quatre-vingts écuyers qui formaient sa compagnie.
Il se fait appeler Guy XIII de Laval, à la mort de son beau-père en 1412.

### Terre sainte
À la suite de la paix de Bourges signée le 15 juillet 1412, il prend la résolution d'aller visiter la Terre sainte, et se recueillir sur la Tombe du Christ conformément à un vœu. Selon l'usage des anciens pèlerins, il appelle par des fondations pieuses la faveur du ciel sur son périlleux voyage. 
Avant son départ, il déclara, par lettres du 31 août, qu'allant au voyage d'outremer, il laissait au sire de Montfort, son père, et à la dame de Laval, son épouse, plein pouvoir de garder et gouverner ses terres situées en Bretagne, en Anjou, dans le Maine, en Normandie, en France, en Picardie, en Flandre, dans le Hainaut et en Artois. 
S'étant mis en route accompagné d'une suite de gentilshommes, il va droit en Palestine, et après y avoir satisfait sa piété et dévotion, il prend le bateau en passant par l'île de Chypre, où il visite la reine Charlotte de Bourbon, sa parente.

### Rhodes
De là, il se rend à Rhodes, ignorant que la peste y règne. Il en est atteint et y meurt le 12 août 1414 après avoir fait son testament, trois jours auparavant, dans une vigne, près d'un bourg de Rhodes. Les chevaliers de Saint-Jean lui font des obsèques magnifiques dans l'église Saint-Jean de Rhodes, dont sa veuve leur marqua sa reconnaissance, par des privilèges qu'elle accorda dans Laval au commandeur de Thévalle. 
L'année suivante à Pâques, la suite du comte menée par Jean Ouvrouin, arrive à Laval, ramenant son destrier et ses armes.

### Succession
Comme tous ces enfants, à la mort de leur père, étaient mineurs, il y eut procès pour leur tutelle
entre Raoul de Montfort, leur aïeul, et Anne, leur mère. Elle fut adjugée à celle-ci, par sentence de la justice du Mans, dont il y eut appel au parlement, qui confirma ce jugement par un arrêt en 1417. 
L'abbaye d'Evron reconnaissante de ses bienfaits plaça dans un des vitraux de son église ses armoiries avec cette légende aujourd'hui effacée: Monsieur de Laval, grand augmenteur de ce monastère.